# Llac Churchill
El llac Churchill (en anglès Churchill Lake) és un llac glacial que es troba al nord-oest de la província de Saskatchewan, al Canadà. El llac Frobisher hi desguassa des del nord, mentre el llac Peter Pond ho fa per l'est a través del Canal Kisis. L'autopista 155 creua el canal pel poble de Buffalo Narrows.
El llac forma part de la conca del riu Churchill. Com a font del riu Churchill la seva longitud (1.609 quilòmetres) es mesura des de l'extrem nord del llac fins a la Badia de Hudson. El llac sol estar congelat des de novembre fins a maig.

## Mapa històric

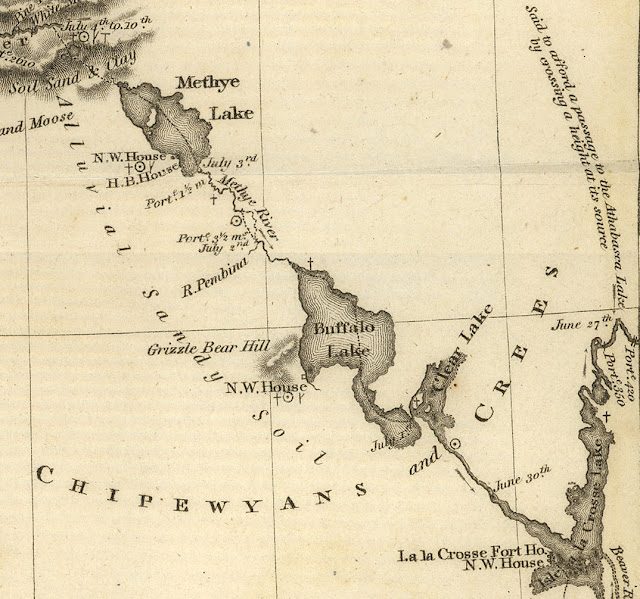
Mapa de John Franklin, 1819-1820.

En un mapa de l'expedició Coppermine de 1819-1822 John Franklin mostra els detalls de les ruta del comerç de pells des d'Île-à-la-Crosse fins a Methye Portage. El llac Churchill és anomenat com a llac Clear, amb els seus límits septentrionals encara desconeguts. Tampoc havien estat explorades les aigües dels llacs Wasekamio, Turnor i Frobisher que desguassen des del nord al llac Churchill. Des del nord-oest els llacs La Loche (lla Methye) i Peter Pond (llac Buffalo) desguassen al llac Churchill. El llac Clearwater (o llac Clear) passà a anomenar-se llac Churchill el 1944, mentre el llac Buffalo passà a dir-se llac Peter Pond el 1932.

## Espècies de peixos
El llac Churchill acull nombroses espècies de peixos, com ara la perca groga, el lluç de riu, l'esturió groc, la Lota, el Coregonus clupeaformis, el Salvelinus namaycush, el Catostomus commersonii, el Catostomus catostomus, el Sander vitreus i el Sander canadensis.